# Alberto Mesa Abadía
Alberto Mesa Abadía (Apía, 1929 - Pereira, 2000) fue un abogado y político colombiano, que se desempeñó como Gobernador del Departamento de Risaralda, del cual promovió su creación.

## Biografía
Nació en una familia campesina en el municipio de Apía, al noroccidente del entonces departamento del Viejo Caldas, en 1929. Estudió Derecho en la Universidad Libre de Colombia, en Bogotá.
Comenzó su carrera en el sector público como Juez de Pereira, para más adelante ser magistrado y presidente del Tribunal Superior de Pereira; también se desempeñó como Director Nacional de Prisiones de Colombia (Puesto equivalente actualmente al de Director del Instituto Nacional Penitenciario y Carcelario).
Afiliado al Partido Conservador, y adscrito a la facción laureanista, fue miembro y presidente del Concejo de Pereira y llegó a ser candidato al Congreso Nacional de Colombia, si bien no fue elegido. Fue uno de los promotores de la separación del Viejo Caldas y la creación del Departamento de Risaralda, siendo secretario del Comité Pro Risaralda, el cual logró el establecimiento del departamento en 1966.
En marzo de 1975 fue designado Gobernador de Risaralda por el presidente Alfonso López Michelsen; sin embargo, renunció cinco meses después, forzado por la inestabilidad política. Durante su breve mandato, se adelantaron varias obras viales en el departamento.
Ocupó múltiples cargos en el Comité de Cafeteros de Risaralda desde su establecimiento en 1966, llegando a ser su Secretario y Director Ejecutivo; también fue miembro de la Asociación Nacional de Industriales. Fue promotor de la creación de la Universidad Tecnológica de Pereira, llegando a ser miembro de su Consejo Superior, y de la Universidad Libre de Colombia seccional Pereira, de la cual llegó a ser su presidente.Así mismo, fue profesor de Derecho de esta última hasta su fallecimiento.
Falleció en Pereira en 2000. En su honor fue nombrado el Edificio de Rentas Departamentales y el edificio de la Facultad de Ingeniería de la Universidad Libre seccional Pereira.